# Liste der Baudenkmale in Culverden
Die Liste der Baudenkmale in Culverden umfasst alle vom New Zealand Historic Places Trust (NZHPT) als „Historic Place“ oder „Historic Area“ eingestuften Baudenkmale und Flächendenkmale der neuseeländischen Ortschaft Culverden. Die Angaben stammen aus dem Register des NZHPT. Die Bezeichnungen der Baudenkmale orientieren sich an diesem Register. In die Liste werden auch bekannte Wahi Tapu (Area), kulturell und religiös bedeutsame Stätten und Gebiete der Māori, aufgenommen. Sie werden jedoch meist nicht publiziert.

| Bild | Bezeichnung                               | Ort       | Anschrift                                          | Beschreibung        | Bauzeit | Eintrag           | Nummer | Kat. |
| ---- | ----------------------------------------- | --------- | -------------------------------------------------- | ------------------- | ------- | ----------------- | ------ | ---- |
| BW   | Glens of Tekoa Station-Original Homestead | Culverden | 1607 Te koa Road Karte                             | Wohnhaus einer Farm | 1859    | 5. September 1985 | 0268   | 1    |
| BW   | Balmoral Station Homestead                | Culverden | 1143 Balmoral Station Road, Balmoral Station Karte | Wohnhaus einer Farm | 1900    | 23. Juni 1983     | 1744   | 2    |
| BW   | Glens of Tekoa Station Homestead          | Culverden | 1607 Te koa Road Karte                             | Wohnhaus einer Farm | 1865    | 23. Juni 1983     | 1746   | 2    |
| BW   | Kaiwara Station Homestead                 | Culverden | 163 Kaiwara Homestead Road Karte                   | Wohnhaus einer Farm | 1887    | 23. Juni 1983     | 1747   | 2    |
| BW   | Leslie Hills Homestead                    | Culverden | 545 Leslie Hills Road, Leslie Hills Karte          | Wohnhaus einer Farm | 1900    | 23. Juni 1983     | 1748   | 2    |
| BW   | Montrose Station Homestead                | Culverden | 206 Montrose Road Karte                            | Wohnhaus einer Farm | n.a.    | 23. Juni 1983     | 1749   | 2    |
| BW   | Balmoral Station Stables                  | Culverden | 1143 Balmoral Station Road, Balmoral Station Karte | Stallungen          | 1870    | 23. Juni 1983     | 3057   | 2    |
| BW   | Balmoral Station Woolshed                 | Culverden | 1143 Balmoral Station Road, Balmoral Station Karte | Wollschuppen        | 1878    | 23. Juni 1983     | 3058   | 2    |